# 第75回天皇賞
1977年4月29日に京都競馬場で開催された第75回天皇賞（春）について記述する。
- 馬齢は当時使用されていた旧表記（数え年）にて表記。

## レース施行時の状況
前年のクラシックで人気になりながら無冠に終わったテンポイントが単枠指定の1番人気、菊花賞馬のグリーングラスが2番人気、カブトシロー産駒の九州産馬・ゴールドイーグルが3番人気であった。トウショウボーイも天皇賞を目指して関西に移動はしたものの、深管骨瘤と左肩不安、歴戦の疲労が重なり体調が整わず、休養生活に入った。
テンポイントは菊花賞、有馬記念と続けて2着に敗れて一部から「悲運の貴公子」と呼ばれるようになったが、陣営は天皇賞優勝を目標に据えて、同競走の前に2回出走させる予定を立てた。京都記念（春）、鳴尾記念を共に着差はクビ差ながら連勝し、万全の態勢で臨んだ。グリーングラスはインターメゾを父に持つ長距離砲で、前年の菊花賞を12番人気で制し突如現れた。AJCCをヤマブキオーに2馬身半差のレコード勝ち、目黒記念（春）を60kgで、当時オープンクラスに昇格したばかりの53kgカシュウチカラの2着。2ヶ月前より栗東・坂口正大厩舎に滞在して調整したが、中間に歯替わりと虫歯で順調さを欠いていた。ゴールドイーグルは大井でデビュー3連勝、4連勝目指して臨んだゴールドジュニアーで2秒近く離された2着。勝ったのは後に中央入りして社会現象を巻き起こすハイセイコーであった。その後は紀三井寺、名古屋と転戦。第1回中央招待に出走する為に古巣の大井へ凱旋し、イナボレスに6馬身差の快勝。中央移籍後は脚部不安で2年の休養を余儀なくされ、前年の春に復帰してオープン戦6着、マイラーズC2着も再び脚部不安で休養。この年の2月に復帰して仁川S3着、サンケイ大阪杯・マイラーズCを連勝。ハイセイコーはすでにターフを去り、8歳になっていた。
その他では4歳時に有馬記念を制したイシノアラシ、ダービーでトウショウボーイの二冠を阻止したクライムカイザー、イシノアラシが1番人気の菊花賞（1975年）を見事に制したコクサイプリンスと続いた。

## 出走馬と枠順
芝3200メートル 天候：曇、芝：やや重
| 枠番 | 馬番 | 競走馬名           | 性齢 | 騎手       | オッズ        | 調教師     |
| ---- | ---- | ------------------ | ---- | ---------- | ------------- | ---------- |
| 1    | 1    | ゴールドイーグル   | 牡8  | 内田国夫   | 15.0（3人）   | 伊藤雄二   |
| 2    | 2    | グリーングラス     | 牡5  | 安田富男   | 4.1（2人）    | 中野隆良   |
| 2    | 3    | ケイシュウフォード | 牡5  | 清水英次   | 61.4（11人）  | 日迫清     |
| 3    | 4    | コクサイプリンス   | 牡6  | 井高淳一   | 34.5（8人）   | 稗田敏男   |
| 3    | 5    | タイホウヒーロー   | 牡6  | 武邦彦     | 45.9（9人）   | 曽場広作   |
| 4    | 6    | イシノアラシ       | 牡6  | 加賀武見   | 18.5（4人）   | 浅野武志   |
| 4    | 7    | ホシバージ         | 牡6  | 福永洋一   | 29.4（7人）   | 増本勇     |
| 5    | 8    | クラウンピラード   | 牡5  | 佐々木昭次 | 64.1（12人）  | 田中康三   |
| 5    | 9    | スーパーフイルド   | 牡5  | 小島太     | 80.2（13人）  | 高木嘉夫   |
| 6    | 10   | テンポイント       | 牡5  | 鹿戸明     | 2.4（1人）    | 小川佐助   |
| 7    | 11   | クライムカイザー   | 牡5  | 橋口満朗   | 26.1（5人）   | 佐藤嘉秋   |
| 7    | 12   | トウフクセダン     | 牡5  | 宮田仁     | 28.3（6人）   | 大久保末吉 |
| 8    | 13   | ホクトボーイ       | 牡5  | 久保敏文   | 57.0（10人）  | 久保道雄   |
| 8    | 14   | ナラサンザン       | 牡6  | 松本善登   | 557.6（14人） | 武田文吾   |

## レース展開
レースはゴールドイーグルが最内枠からグングン前へ行き、ホシバージ、ケイシュウフォードが追いかけた。コクサイプリンス、グリーングラスも前へ行ったが、テンポイントはその後ろに控えた。イシノアラシの鞍上・加賀武見が後ろから睨み、ホクトボーイ、クラウンピラードも後ろから前を見据える展開となった。正面スタンド前で大歓声が沸き上る中、ゴールドイーグルが懸命に踏ん張って逃げていた。
すでに、ゴールドイーグルの脚は異変を感じていた。向う正面でグリーングラスが押し上げると、スローペースを嫌った福永洋一鞍上のホシバージが並びかけてくる。ゴールドイーグルはそれでも譲らず先頭で耐えるが、ホシバージが外から先頭に立った3コーナーでついに力尽き下がり始める。2番手にグリーングラス、3番手テンポイントで流れが一気に変わり、外々を中団から先団めざすスーパーフイルド、クラウンピラードにイシノアラシ、コクサイプリンスも押し上げる。グリーングラスは一度下がるが、一気に先頭までやってきたスーパーフイルドに負けじと、テンポイントが並びかける。直線で先頭に立つが突き放せず、最内から一度下がったグリーングラスが伸びてきた。
直線半ばで先頭のテンポイントが外へ大きく寄れるが、グリーングラスは菊花賞同様に内をまっすぐ走る。その2頭の間をクラウンピラードが猛然と差し込んできて長距離仕様の末脚が炸裂。さらにはホクトボーイが伸びて来るが、テンポイントが持ち前の勝負根性を炸裂させ、クラウンピラードの猛追を4分の3馬身凌いだ。テンポイントが初のビックタイトルを獲得し、グリーングラスは4着、クライムカイザーは5着であった。ゴールドイーグルはレース中に脚に違和感を感じていたが、大差13着のナラサンザンから5馬身遅れの14着で走り切った。レース後に故障発症が判明し、引退を余儀なくされた。

## 競走結果
| 着順 | 枠番 | 馬番 | 競走馬名           | タイム | 着差      |
| ---- | ---- | ---- | ------------------ | ------ | --------- |
| 1    | 6    | 10   | テンポイント       | 3.21.7 |           |
| 2    | 5    | 8    | クラウンピラード   | 3.21.8 | 3/4馬身   |
| 3    | 8    | 13   | ホクトボーイ       | 3.22.0 | 1馬身     |
| 4    | 2    | 2    | グリーングラス     | 3.22.0 | ハナ      |
| 5    | 7    | 11   | クライムカイザー   | 3.22.2 | 1.1/2馬身 |
| 6    | 7    | 12   | トウフクセダン     | 3.22.8 | 3.1/2馬身 |
| 7    | 5    | 9    | スーパーフイルド   | 3.23.5 | 4馬身     |
| 8    | 4    | 6    | イシノアラシ       | 3.24.1 | 3.1/2馬身 |
| 9    | 3    | 5    | タイホウヒーロー   | 3.24.5 | 2.1/2馬身 |
| 10   | 4    | 7    | ホシバージ         | 3.24.6 | アタマ    |
| 11   | 3    | 4    | コクサイプリンス   | 3.26.0 | 9馬身     |
| 12   | 2    | 3    | ケイシュウフォード | 3.26.0 | アタマ    |
| 13   | 8    | 14   | ナラサンザン       | 3.28.1 | 大差      |
| 14   | 1    | 1    | ゴールドイーグル   | 3.29.0 | 5馬身     |

### 払戻金
| 単勝式   | 10  | 180円   |
| 複勝式   | 10  | 100円   |
| 複勝式   | 8   | 420円   |
| 複勝式   | 13  | 560円   |
| 連勝複式 | 5-6 | 2,440円 |

## その他
- 本レースのテレビ・ラジオ放送の実況担当者は、以下の通り。
  - 日本放送協会：草野仁（当時・大阪局勤務）
  - 日本短波放送：北野守
  - ラジオ日本：林洋右
  - 関西テレビ：杉本清

## 関連資料
- レコード「杉本清 テンポイント名勝負物語」CBSソニー 1987年発売。同レコードにこのレースの本馬場入場とレースの実況が収録されている（レコードのため映像はなし）。